# ترافيس بروكس
ترافيس بروكس (بالإنجليزية: Travis Brooks) هو لاعب هوكي الحقل أسترالي، ولد في 16 يوليو 1980 في ملبورن في أستراليا.

## وصلات خارجية
- ترافيس بروكس على موقع أوليمبيديا (الإنجليزية)
- ترافيس بروكس على موقع اللجنة الأولمبية الأسترالية (الإنجليزية)
- ترافيس بروكس على موقع اتحاد ألعاب الكومنولث (مؤرشف) (الإنجليزية)
- ترافيس بروكس على موقع دورة ألعاب الكومنولث 2006 (مؤرشف) (الإنجليزية)